# آرگینکز
آرگینکز (به فرانسوی: Argences) یک کمون در فرانسه است که در کالوادوس واقع شده‌است. آرگینکز ۹٫۷۶ کیلومتر مربع مساحت دارد ۴۴ متر بالاتر از سطح دریا واقع شده‌است.